# Gabriela Szabó
Pour les articles homonymes, voir Szabó.
Ne pas confondre avec la kayakiste hongroise Gabriella Szabó
Gabriela Szabó, née le 14 novembre 1975 à Bistrița, est une ancienne athlète roumaine, coureuse de fond et demi-fond. Elle a ensuite entamé une carrière politique.

## Biographie
Gabriela Szabó est née à Bistrița en Roumanie, dans une famille mixte, sa mère étant roumaine, son père issu de la minorité hongroise de Roumanie. Elle ne parle néanmoins pas du tout hongrois.

### Carrière sportive
Elle fut la terreur du demi-fond féminin à la fin des années 1990 et au début des années 2000.
Arborant un style de course particulier (petite foulée, très économique et très fréquente), elle avait pour principal point fort son finish.
Invaincue en 1999, elle remporta la Golden League, les Championnats du monde en salle à Maebashi (doublé 5 000 mètres et 3 000 m) et les Championnats du monde de Séville (5 000 mètres).
Grande favorite pour les Jeux olympiques de Sydney, elle accuse néanmoins deux défaites sévères durant la saison : l'une sur 1 500 m face à sa compatriote Violeta Szekely et l'autre sur 5 000 mètres face à la Kényane Leah Malot.
Néanmoins, elle s'impose en finale olympique du 5 000 mètres en repoussant les attaques de l'Irlandaise Sonia O'Sullivan, revenue de maternité.
Sur 1 500 mètres, alors qu'elle semblait être en mesure de l'emporter, elle chute à 700 m de l'arrivée, mais parvient grâce à une fin de course extraordinaire, à monter sur le podium, à la 3e place derrière l'Algérienne Nouria Benida-Merah et Violeta Szekely.
Lors de l'hiver 2001, elle approche le record du monde en salle sur 1 500 m en 4 min 04 s 14 (Liévin) et bat le record du monde sur 3 000 m à Birmingham.
Mais, aux championnats du monde en salle de Lisbonne, elle se fait surprendre par la Russe Olga Yegorova et ne prend que la médaille d'argent.
On croit alors à une défaite surprise, mais la Roumaine perd trois courses consécutives dont deux face à Olga Yegorova durant la saison 2001.
Après le contrôle positif de la Russe à l'EPO, puis sa requalification aux Mondiaux, Szabó menace de boycotter le 5 000 mètres aux Mondiaux d'Edmonton.
Néanmoins, de nombreux fans l'en dissuadent et la Roumaine tente le doublé 1 500 mètres-5 000 mètres.
Elle remporte aisément le 1 500 mètres devant Violeta Szekely et la Russe Natalya Gorelova.
Sur 5 000 mètres, elle est au contraire fatiguée et se fait lâcher dans le dernier kilomètre. Elle termine 8e, loin derrière Olga Yegorova sacrée championne du monde sous les sifflets du public.
La Roumaine déclare à la fin de la course « Pour moi, Yegorova n'est pas championne du monde, j'ai voulu participer au 5 000 mètres pour montrer que je ne craignais pas les Russes, mais il est impossible de courir contre des robots. »
Il faut aussi noter qu'elle est rentrée en collision avec l'athlète germano-ghanéen Kofi Amoah Prah alors qu'elle regagnait les vestiaires après d'avoir gagné le 5 000 m féminin au meeting de Stuttgart alors que Kaofi Amoah effectuait un saut en longueur,, mais les 2 athlètes s'en sortent indemnes.
En 2002, elle remporte la médaille d'argent sur 1 500 mètres aux Championnats d'Europe de Munich, battue par la Turque Süreyya Ayhan.
L'année 2003 est marquée par son dernier succès à Zurich et à Paris sur 3 000 m. Elle ne termine en revanche que 11e lors de la finale des Championnats du Monde de Paris. Souffrant de problèmes cardiaques et de blessures, Szabó s'éloigne des pistes et prend sa retraite en 2005.

### Carrière politique
Conseillère du ministre de la Jeunesse et des Sports entre 2013 et 2014, elle est nommée, en mars 2014, au poste de ministre de la Jeunesse et des Sports dans les gouvernements Ponta III et IV.

## Palmarès
- Jeux olympiques d'été
  -  Médaille d'or sur 5 000 mètres aux Jeux olympiques d'été de 2000 à Sydney
  -  Médaille d'argent sur 1 500 mètres aux Jeux olympiques d'été de 1996 à Atlanta
  -  Médaille de bronze sur 1 500 mètres aux Jeux olympiques d'été de 2000 à Sydney
- Championnats du monde d'athlétisme
  -  Médaille d'or sur 1 500 mètres aux Championnats du monde d'athlétisme 2001
  -  Médaille d'or sur 5 000 mètres aux Championnats du monde d'athlétisme 1997 et 1999
  -  Médaille d'or sur 1 500 mètres aux mondiaux en salle en 1999
  -  Médaille d'or sur 3 000 m aux mondiaux en salle en 1995, 1997 et 1999
  -  Médaille d'argent sur 3 000 m aux mondiaux en salle en 2001
- Championnat d'Europe
  -  Médaille d'argent sur 5 000 mètres en 1998
  -  Médaille d'argent sur 1 500 mètres en 2002
  -  Médaille de bronze sur 3 000 m en 1994
  -  Médaille d'or sur 3 000 m aux Championnats d'Europe en salle en 1998 et 2000

Autres
- Universiade
  -  Médaille d'or sur 5 000 mètres en 1995
  -  Médaille d'or sur 1 500 mètres en 1995
- Golden League IAAF
  -  Vainqueur de la Golden League 1999

### Distinction personnelle
- Trophée IAAF de l'athlète de l'année en 1999.
- Trophée de l'athlète européen de l'année en 1999.
- Trophée Track and Field News de l'athlète de l'année en 1999.